# The Best of Suede
The Best of Suede — альбом-сборник британской альтернативной рок-группы Suede, выпущенный 1 ноября 2010 года.

## Об альбоме
The Best of Suede состоит из двух дисков, на первом из которых представлены все синглы группы, кроме «Positivity» и «Attitude», а на втором — другие песни из первых трёх альбомов (Suede, Dog Man Star, Coming Up) и сборника бисайдов Sci-Fi Lullabies (первого диска). В ремастеринге треков участвовали и Бретт Андерсон, и бывший гитарист Бернард Батлер, совместно с продюсером Крисом Поттером. Дизайн обложки принадлежит Элизабет Пейтон.

## Список композиций
| №   | Название               | Автор(ы)                       | Длительность |
| --- | ---------------------- | ------------------------------ | ------------ |
| 1.  | «Animal Nitrate»       | Бретт Андерсон, Бернард Батлер | 3:28         |
| 2.  | «Beautiful Ones»       | Андерсон, Ричард Оукс          | 3:50         |
| 3.  | «Trash»                | Андерсон, Оукс                 | 4:08         |
| 4.  | «Filmstar»             | Андерсон, Оукс                 | 3:29         |
| 5.  | «Metal Mickey»         | Андерсон, Батлер               | 3:27         |
| 6.  | «New Generation»       | Андерсон, Батлер               | 4:36         |
| 7.  | «So Young»             | Андерсон, Батлер               | 3:42         |
| 8.  | «The Wild Ones»        | Андерсон, Батлер               | 4:45         |
| 9.  | «The Drowners»         | Андерсон, Батлер               | 4:11         |
| 10. | «Stay Together»        | Андерсон, Батлер               | 4:19         |
| 11. | «Lazy»                 | Андерсон                       | 3:18         |
| 12. | «Everything Will Flow» | Андерсон, Оукс                 | 4:43         |
| 13. | «We Are the Pigs»      | Андерсон, Батлер               | 3:58         |
| 14. | «Can’t Get Enough»     | Андерсон, Нил Кодлинг          | 3:58         |
| 15. | «Electricity»          | Андерсон, Кодлинг, Оукс        | 4:41         |
| 16. | «Obsessions»           | Андерсон, Оукс                 | 4:11         |
| 17. | «She’s in Fashion»     | Андерсон, Кодлинг              | 4:53         |
| 18. | «Saturday Night»       | Андерсон, Оукс                 | 4:28         |

| №   | Название                   | Автор(ы)            | Длительность |
| --- | -------------------------- | ------------------- | ------------ |
| 1.  | «Pantomime Horse»          | Андерсон, Батлер    | 5:50         |
| 2.  | «My Insatiable One»        | Андерсон, Батлер    | 2:57         |
| 3.  | «Killing of a Flash Boy»   | Андерсон, Батлер    | 4:06         |
| 4.  | «This Hollywood Life»      | Андерсон, Батлер    | 3:31         |
| 5.  | «Europe Is Our Playground» | Андерсон, Мэт Осман | 5:38         |
| 6.  | «My Dark Star»             | Андерсон, Батлер    | 4:23         |
| 7.  | «Sleeping Pills»           | Андерсон, Батлер    | 3:53         |
| 8.  | «By the Sea»               | Андерсон            | 4:17         |
| 9.  | «She»                      | Андерсон, Оукс      | 3:39         |
| 10. | «Heroine»                  | Андерсон, Батлер    | 3:20         |
| 11. | «The Living Dead»          | Андерсон, Батлер    | 2:50         |
| 12. | «To the Birds»             | Андерсон, Батлер    | 5:25         |
| 13. | «The Big Time»             | Андерсон, Батлер    | 4:28         |
| 14. | «The 2 of Us»              | Андерсон, Батлер    | 5:45         |
| 15. | «The Asphalt World»        | Андерсон, Батлер    | 9:26         |
| 16. | «Still Life»               | Андерсон, Батлер    | 5:19         |
| 17. | «The Next Life»            | Андерсон, Батлер    | 3:40         |